# Jorge Ferraz
Jorge Ferraz (02 de maio de 1914 – 18 de abril de 1994) foi um político brasileiro do estado de Minas Gerais. Foi deputado estadual em Minas Gerais, durante o período de 1959 a 1971 (4ª à 6ª legislatura). Atuou também como suplente na Assembleia Mineira no período de 1955 a 1959.